# Cueva Ojos de Cristal
La Cueva Ojos de Cristal, toponyme espagnol signifiant littéralement « grotte des Yeux de Cristal », est une grotte du Venezuela située sous le mont Roraima, un tepuy situé à la frontière entre le Brésil, le Guyana et le Venezuela. 
Il s'agit d'une cavité pseudokarstique creusée dans le grès du plateau sommital du mont Roraima. Sa galerie d'entrée mesure 2 410 mètres de longueur.

## Système pseudokarstiqueRoraima Sur
Cette cavité fait partie d'un ensemble souterrain plus vaste dénommé Roraima Sur, dont le développement à mi-2013 dépassait les quinze kilomètres.